# Place Nationale (Montauban)
Pour les articles homonymes, voir Rue et Place Nationale.

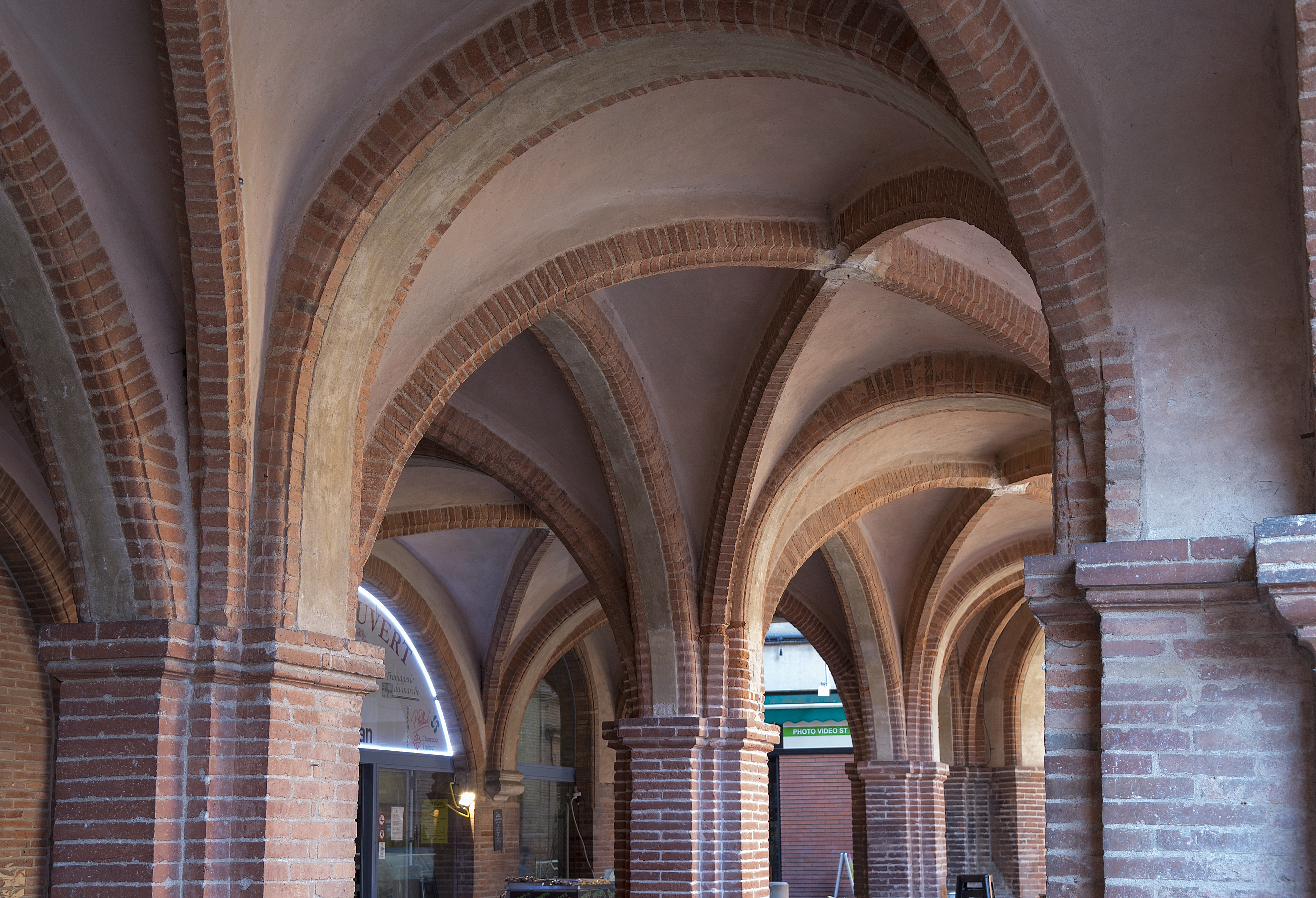
Arcades de la place Nationale

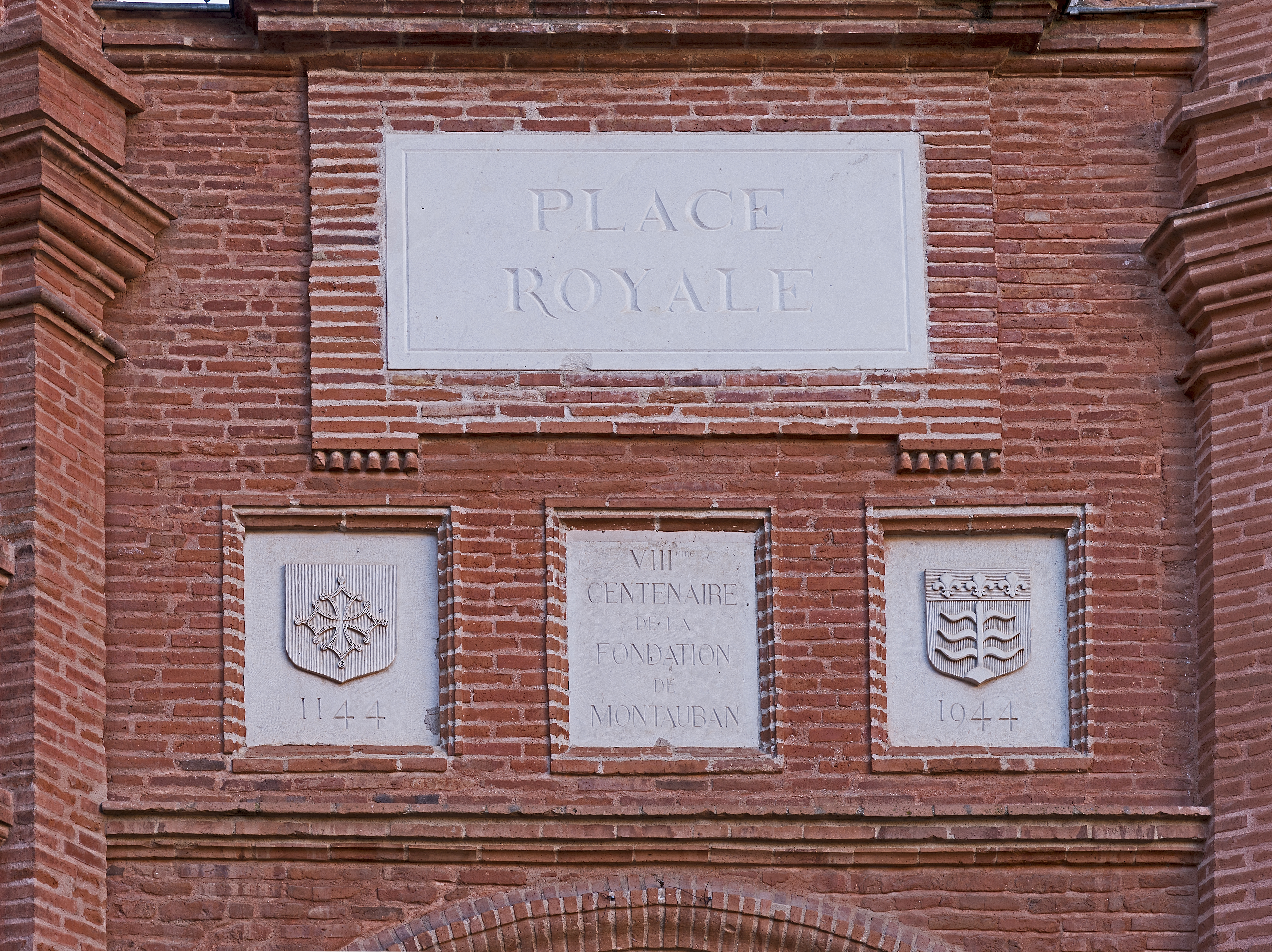
Plaque commémorative du de la fondation de Montauban

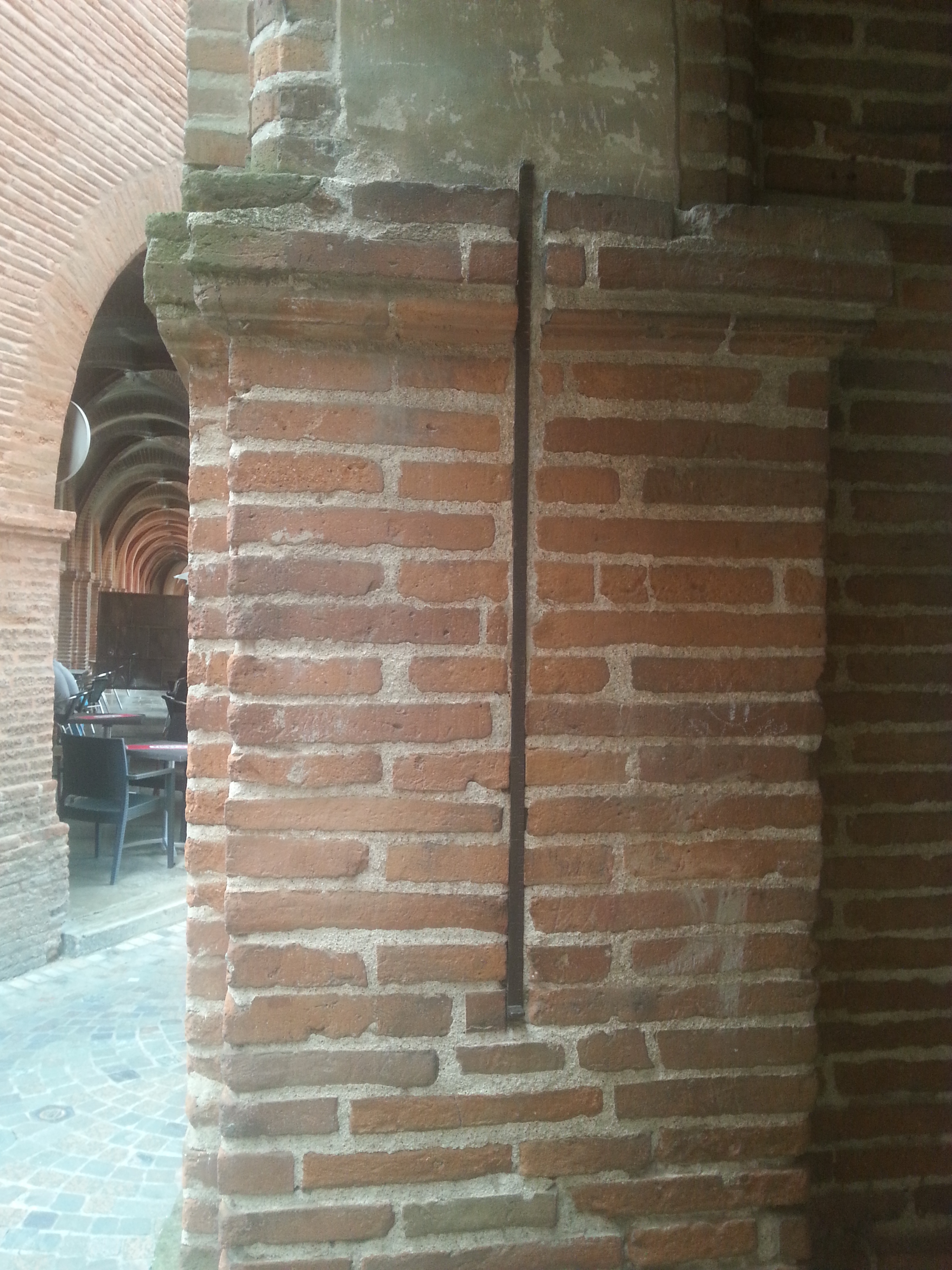
Mètre-étalon de la Place Nationale à l'usage des drapiers

La place Nationale est une place située dans la ville de Montauban en France. Vestige de l'ancienne bastide médiévale et reconstruite au XVIIe siècle après deux incendies, elle est considérée comme le cœur du centre ville.

## Historique
Montauban, Mons Albanus (Mont Blanc), est fondé en 1144. La première mention d'une place avec couverts à Montauban date de 1170. Un texte de 1450 atteste que ces couverts formaient une double rangée. Cette place reprend donc les caractéristiques des places qu'on peut rencontrer dans les bastides du sud-ouest en amplifiant les couverts. La place devait être entourée de maisons de bois comme on peut le voir à la place des couverts à Mirepoix ou à Lisle-sur-Tarn avec la maison consulaire.
La place avait plusieurs rôles :
- lieu d'expression de la vie de la commune avec la maison consulaire et une tribune d'où étaient proclamées les règles de la vie municipale,
- lieu des échanges commerciaux. Chacun des couverts portait un nom rappelant les denrées échangées - le couvert nord est le couvert du Blé, celui du sud, le couvert des Drapiers, à l'est le couvert des Fruits, à l'ouest le couvert des Sabots. La maison consulaire abritait les poids et mesures pouvant servir de référence si nécessaire,
- lieu où la justice était rendue. Le pilori se trouvait devant le couvert ouest. Il a été remplacé en 1792 par une croix de bois.
Le 12 novembre 1614, le côté sud et une partie du côté est sont ravagés par un incendie qui s'est déclaré dans la boutique de Mariet Viguery. Plusieurs arrêts sont pris entre le 17 et le 20 novembre 1614 pour imposer de nouvelles règles de construction. Les consuls demandent de remplacer le bois par la brique. Devant l'importance des dégâts avec quarante maisons ou familles sinistrées, les consuls ont demandé « quelques gratifications du roi » pour aider à la reconstruction. Louis XIII a accordé 16 000 livres à prendre pendant huit ans sur les tailles levées dans la ville. 
L'architecte Pierre Levesville vient à Montauban en mars 1615 à la demande des consuls de la ville. La reconstruction de la partie sud en maisons de briques est achevée en 1621. Pour ce faire, l'architecte a réaménagé les parcelles pour donner plus de régularité aux façades. Il est probable que le décor avec pilastres existait déjà au préalable, plaqué sur les façades des maisons en bois, car des pilastres d'ordre toscan sont cités dans une description de 1564.
Les délibérations consulaires montrent que dans le premier quart du XVIIe siècle, les consuls se sont principalement occupés des fortifications de la ville jusqu'au siège de Montauban, en 1621. Le roi ne réussit pas à prendre la ville défendue par Henri II de Rohan. La ville se rend au roi en 1629. Les catholiques sont revenus dans la ville. Un consulat mi-parti est installé en 1632 et une intendance est créée en 1635. 
Le 15 juin 1649, un second incendie détruit les parties nord et est des couverts. Une vingtaine de maisons sont détruites. Les consuls, soutenus par l'évêque, demandent une aide de la Couronne. Ils obtiennent 40 000 livres. Les consuls décident que cette somme soit consacrée à la « reconstruction et rétablissement desd maisons bruslées ». La municipalité charge l'architecte toulousain Claude Pacot d'achèver la reconstruction en respectant les façades déjà construites par Levesville, mais il meurt au bout d'un an.  Les troubles de la Fronde vont retarder la reconstruction qui ne commence réellement qu'en 1656, date à laquelle les consuls appellent l'architecte du roi en Languedoc, Bernard Campmartin en consultation. Il propose, conformément à une demande des propriétaires, de surélever d'un étage de galetas à mirandes. Cette disposition a été reprise progressivement par tous les propriétaires.
Vers 1650, les familles catholiques sont plus nombreuses que les protestantes. Les consuls vont souhaiter faire de la Grande place une place royale. Le 16 février 1657, les consuls décident de placer une statue équestre du roi Louis XIV à l'entrée nord-ouest de la place, mais elle n'a pas été réalisée.
Un dernière campagne de reconstruction commence vers 1700. Les bâtiments qui n'avaient pas été détruits par les incendies sont abattus et reconstruits suivant le même plan que les autres à la demande de l'intendant Legendre de Lormoy. 
La maison consulaire se trouvant sur la place est démolie en 1702. La place prend officiellement le nom de Place Royale l'année suivante.
Dans un devis du 17 juillet 1705, il est indiqué : « Tous les murs seront rabattus en enduits proprement avec mortier de chaux et de sable et toutes les briques apparentes des portes, croisées, corniches et cordons seront rougies avec de l'ocre rouge et les joints tirés avec le pinceau ». La place est parachevée en 1713.
Des réverbères à huile sont installés pour l'éclairage des couverts, en 1775.
Pour le passage de Napoléon Ier à Montauban, en 1808, les façades sont nettoyées et blanchies avec ajout d'un cadran solaire.
Les arcades bordant la place ainsi que le sol sont classés au titre des monuments historiques en 1910 et 1939.
La dernière restauration date des années 2020-2022 .